# پل تیروان
پل تیروان مربوط به دوره ساسانیان است و در شهرستان خداآفرین، بخش مینجوان، دهستان دیزمارشرقی در نزدیکی روستای دینور که در زمانهای گذشته قصبه‌ای بزرگ و تاریخی بوده است بر روی رودخانه مردانقم واقع شده و در اصل برای عبور و مرور اهالی قصبه دینور به مراتع خود در زمان قدیم بنا شده است که پس از مهاجرت کلیه ساکنین دینور روستایی بنام تیروان در نزدیکی آن بنا شده است که این پل نیز بنام روستای اخیر مشهور شده است و این اثر در تاریخ ۱۰ دی ۱۳۸۱ با شمارهٔ ثبت ۶۶۷۹ به‌عنوان یکی از آثار ملی ایران به ثبت رسیده است.